# Appar
 (juin 2025).
Œuvres principales
Tevaram
Appar (tamoul : அப்பர்) connu également par le nom de Tirunāvukkaracar (tamoul : திருநாவுக்கரசர்) est un poète, philosophe et saint shivaïte tamoul du VIIe siècle, né dans une famille paysanne adoratrice de Shiva et élevé comme orphelin par sa sœur aînée. il aurait vécu environ 80 ans entre 570 et 650 de notre ère,. Il a composé 313 hymnes en l'honneur du dieu Shiva, agencés en 4900 strophes, dont seules 3130 nous sont parvenues et constituent les volumes 4 au 6 de Tirumarai.
Appar est aussi le plus illustre des 63 Nāyanār, poètes et à la fois saints shivaïtes des VIIe et VIIIe siècles, et le plus populaire des Mūvar, les 3 éminents poètes parmi les Nāyanār.

## Ses différents noms
Alors que Maruḷ Nīkkiyar est son nom de naissance, il fut prénommé Dharmasena lorsqu'il embrassa le Jaïnisme et devint le ministère de son monastère. A son retour à l'Hindouisme et ses chants de louange et de dévotion à Shiva, il reçut de ce dieu même, selon l'hagiographie shivaïte, le titre de (Tiru)Nāvukkaracar, le roi de la langue. 
Le plus populaire de ses noms, Appar, littéralement père, le nom affectueux qu'a donné Campantar, le poète enfant shivaïte, l'un des 63 Nayanar; lors de leur première rencontre à Sirkali, une ville dédiée à Shiva où son aîné est venu chanter son dieu.